# 迪布里夫卡 (蘇梅州)
52°6′55″N 33°35′53″E / 52.11528°N 33.59806°E
迪布里夫卡（烏克蘭語：Дібрівка）是位於烏克蘭東北部的村莊，由蘇梅州紹斯特卡區的紹斯特卡市鎮負責管轄。該村處於比奇哈河左岸，距離赫拉佐韋6公里，海拔高度148米，2001年人口283。